# فهرست جزیره‌های دریاچه ارومیه
نام ۱۰۰ جزیره دریاچه ارومیه در استان آذربایجان غربی ایران بدین شرح است:
1. جزیرهٔ آتش
2. جزیرهٔ آذر
3. جزیرهٔ آذین
4. جزیرهٔ آرام
5. جزیرهٔ آرزو
6. جزیرهٔ آرش
7. جزیرهٔ اردشیر
8. جزیرهٔ اسپیر
9. جزیرهٔ اسپیرک
10. جزیرهٔ اسپیرو
11. جزیرهٔ اشک
12. جزیرهٔ اشک‌سر
13. جزیرهٔ اشکو
14. جزیرهٔ امید
15. جزیرهٔ ایران‌نژاد
16. جزیرهٔ برد
17. جزیرهٔ بردک
18. جزیره بردین (داش‌آدا)
19. جزیرهٔ برز
20. جزیرهٔ برزو
21. جزیرهٔ برزین
22. جزیرهٔ بستور
23. جزیرهٔ بن
24. جزیرهٔ بن‌اشک
25. جزیرهٔ بهرام
26. جزیرهٔ پناه
27. جزیرهٔ پنهان
28. جزیرهٔ پیشوا
29. جزیرهٔ تخت
30. جزیرهٔ تختان
31. جزیرهٔ تشبال
32. جزیرهٔ تک[۱]
33. جزیرهٔ تنجک
34. جزیرهٔ تنجه
35. جزیرهٔ توس
36. جزیرهٔ تیر
37. جزیرهٔ جودره
38. جزیرهٔ جوزار
39. جزیرهٔ جوین
40. جزیرهٔ چاک‌تپه
41. جزیرهٔ چشمه‌کنار
42. جزیرهٔ خرسک
43. جزیرهٔ دی
44. جزیرهٔ زاغ
45. جزیرهٔ زرتپه
46. جزیرهٔ زرکمان
47. جزیرهٔ زرکنک
48. جزیرهٔ زیرآبه
49. جزیرهٔ سامانی
50. جزیرهٔ سپید
51. جزیرهٔ سرخ
52. جزیرهٔ سروش
53. جزیرهٔ سریجه
54. جزیرهٔ سنگان
55. جزیرهٔ سنگو
56. جزیرهٔ سهران
57. جزیرهٔ سیاوش
58. جزیرهٔ سیاه‌تپه
59. جزیرهٔ سیاه‌سنگ
60. جزیرهٔ شاهی
61. جزیرهٔ شاهین
62. جزیرهٔ شبدیز
63. جزیرهٔ شمشیران
64. جزیره شورتپه
65. جزیرهٔ شوش‌تپه
66. جزیرهٔ کاکایی بالا
67. جزیرهٔ کاکایی پایین
68. جزیرهٔ کاکایی میانه
69. جزیرهٔ کام
70. جزیرهٔ کامه
71. جزیرهٔ کاوه
72. جزیرهٔ کبودان
73. جزیرهٔ کرکس
74. جزیرهٔ کریوه
75. جزیرهٔ کفچه‌نوک
76. جزیرهٔ کلسنگ
77. جزیرهٔ کمان
78. جزیرهٔ کنارک
79. جزیرهٔ کوچک‌تپه
80. جزیرهٔ گرده
81. جزیرهٔ گرز
82. جزیرهٔ گریوک
83. جزیرهٔ گلگون
84. جزیرهٔ گیو
85. جزیرهٔ ماغ
86. جزیرهٔ مرکید
87. جزیرهٔ مشکین
88. جزیرهٔ مهدیس
89. جزیرهٔ مهر
90. جزیرهٔ مهران
91. جزیرهٔ مهرداد
92. جزیرهٔ مهوار
93. جزیرهٔ میانه
94. جزیرهٔ میدان
95. جزیره ناخدا
96. جزیرهٔ نادید
97. جزیرهٔ ناوی
98. جزیرهٔ ناویان
99. جزیرهٔ نهان
100. جزیرهٔ نهفت